# 瓦胡利
50°1′0″N 23°22′22″E / 50.01667°N 23.37278°E
瓦胡利（烏克蘭語：Вахули），是烏克蘭的村落，位於該國西部利沃夫州，由亞沃里夫區負責管轄，始建於1720年，面積0.11平方公里，海拔高度233米，2001年人口97，人口密度每平方公里881.82人。